# Automolodes separata
Automolodes separata är en fjärilsart som beskrevs av Druce 1882. Automolodes separata ingår i släktet Automolodes och familjen mätare. Inga underarter finns listade i Catalogue of Life.